# Anna Loerper
Anna Loerper, née le 18 novembre 1984 à Kempen, est une handballeuse allemande qui évolue au poste de demi-centre.

## Biographie
En 2016, elle est élue joueuse de l'année du championnat d'Allemagne.

## Palmarès

### Club
compétitions internationales 
- vainqueur de la coupe Challenge en 2005 (avec le Bayer Leverkusen)
- finaliste de la coupe EHF en 2016 (avec TuS Metzingen)

 compétitions nationales 
- Championnat d'Allemagne
  - Vainqueur (1) en 2019 (avec SG BBM Bietigheim)
  - deuxième en 2006 et 2007 (avec le Bayer Leverkusen)
- finaliste de la coupe d'Allemagne en 2005 (avec le Bayer Leverkusen)

### Sélection nationale
Championnat du monde
- médaille de bronze du Championnat du monde 2007,  France
- 6e du Championnat du monde 2005,  Russie

Championnat d'Europe
- 4e du Championnat d'Europe 2006,  Suède
- 4e du Championnat d'Europe 2008,  Macédoine

### Distinction personnelle
- joueuse de l'année du championnat d'Allemagne en 2016